# ستيف مادن
ستيف مادن (بالإنجليزية: Steve Madden)‏ هو مصمم أزياء وشخصية أعمال أمريكي، ولد في 1958 في فار روكواي ‏ في الولايات المتحدة.

## وصلات خارجية
- ستيف مادن على موقع الموسوعة البريطانية (الإنجليزية)